# Agrotis glaucina
Agrotis glaucina là một loài bướm đêm trong họ Noctuidae.